# Leptotarsus byersi
Leptotarsus byersi är en tvåvingeart som beskrevs av Young och Gelhaus 1992. Leptotarsus byersi ingår i släktet Leptotarsus och familjen storharkrankar.
Artens utbredningsområde är Ecuador. Inga underarter finns listade i Catalogue of Life.